# Baincthun
Baincthun és un municipi francès situat al departament del Pas de Calais i a la regió dels Alts de França. L'any 2007 tenia 1.364 habitants.

## Demografia

### Població
El 2007 la població de fet de Baincthun era de 1.364 persones. Hi havia 484 famílies de les quals 80 eren unipersonals (8 homes vivint sols i 72 dones vivint soles), 140 parelles sense fills, 244 parelles amb fills i 20 famílies monoparentals amb fills.
La població ha evolucionat segons el següent gràfic:
Habitants censats

### Habitatges
El 2007 hi havia 533 habitatges, 487 eren l'habitatge principal de la família, 20 eren segones residències i 26 estaven desocupats. 526 eren cases i 3 eren apartaments. Dels 487 habitatges principals, 423 estaven ocupats pels seus propietaris, 48 estaven llogats i ocupats pels llogaters i 16 estaven cedits a títol gratuït; 5 tenien dues cambres, 30 en tenien tres, 102 en tenien quatre i 349 en tenien cinc o més. 414 habitatges disposaven pel capbaix d'una plaça de pàrquing. A 173 habitatges hi havia un automòbil i a 275 n'hi havia dos o més.

### Piràmide de població
La piràmide de població per edats i sexe el 2009 era:
| Homes | Edats   | Dones |
| ----- | ------- | ----- |
| 0     | 95 o +  | 0     |
| 0     | 90 a 94 | 12    |
| 0     | 85 a 89 | 0     |
| 8     | 80 a 84 | 0     |
| 0     | 75 a 79 | 16    |
| 24    | 70 a 74 | 32    |
| 8     | 65 a 69 | 16    |
| 32    | 60 a 64 | 32    |
| 36    | 55 a 59 | 28    |
| 44    | 50 a 54 | 32    |
| 52    | 45 a 49 | 60    |
| 44    | 40 a 44 | 44    |
| 44    | 35 a 39 | 52    |
| 44    | 30 a 34 | 76    |
| 36    | 25 a 29 | 4     |
| 20    | 20 a 24 | 44    |
| 20    | 15 a 19 | 80    |
| 44    | 10 a 14 | 48    |
| 60    | 5 a 9   | 48    |
| 28    | 0 a 4   | 20    |

## Economia
El 2007 la població en edat de treballar era de 911 persones, 641 eren actives i 270 eren inactives. De les 641 persones actives 598 estaven ocupades (318 homes i 280 dones) i 43 estaven aturades (21 homes i 22 dones). De les 270 persones inactives 97 estaven jubilades, 106 estaven estudiant i 67 estaven classificades com a «altres inactius».

### Ingressos
El 2009 a Baincthun hi havia 489 unitats fiscals que integraven 1.411,5 persones, la mediana anual d'ingressos fiscals per persona era de 20.329 €.

### Activitats econòmiques
Dels 49 establiments que hi havia el 2007, 2 eren d'empreses alimentàries, 2 d'empreses de fabricació d'altres productes industrials, 12 d'empreses de construcció, 7 d'empreses de comerç i reparació d'automòbils, 1 d'una empresa de transport, 4 d'empreses d'hostatgeria i restauració, 1 d'una empresa d'informació i comunicació, 3 d'empreses financeres, 5 d'empreses immobiliàries, 6 d'empreses de serveis, 5 d'entitats de l'administració pública i 1 d'una empresa classificada com a «altres activitats de serveis».
Dels 18 establiments de servei als particulars que hi havia el 2009, 1 era una oficina bancària, 1 taller de reparació d'automòbils i de material agrícola, 3 paletes, 2 guixaires pintors, 1 fusteria, 2 lampisteries, 1 electricista, 3 empreses de construcció, 1 perruqueria, 1 agència de treball temporal, 1 restaurant i 1 agència immobiliària.
Dels 2 establiments comercials que hi havia el 2009, 1 era una gran superfície de material de bricolatge i 1 una botiga de menys de 120 m².
L'any 2000 a Baincthun hi havia 24 explotacions agrícoles que ocupaven un total de 784 hectàrees.

## Equipaments sanitaris i escolars
L'únic equipament sanitari que hi havia el 2009 era un hospital de tractaments de mitja durada (seguiment i rehabilitació).
El 2009 hi havia una escola elemental.

## Poblacions més properes
El següent diagrama mostra les poblacions més properes.